# Синглетний молекулярний кисень
Синглетний молекулярний кисень (рос. синглетный молекулярный кислород, англ. singlet molecular oxygen) — молекула кисню (діоксиген), О2, у збудженому синглетному стані. Основним станом кисню є триплетний 3Σg−, є два метастабільних синглетних стани, що походять з конфігурації основного стану: 1Δg та 1Σg+.
Термін синглетний кисень без уточнення хімічної форми IUPAC не рекомендує, оскільки він однаково стосується кисню в 1S або 1D збуджених станах.